# Pseudagrion lalakense
Pseudagrion lalakense är en trollsländeart som beskrevs av Orr och Van Tol 2001. Pseudagrion lalakense ingår i släktet Pseudagrion och familjen dammflicksländor. IUCN kategoriserar arten globalt som livskraftig. Inga underarter finns listade i Catalogue of Life.